# نادي باورو لكرة السلة
نادي باورو لكرة السلة (بالبرتغالية: Associação Bauru Basketball Team‏) هو فريق كرة سلة برازيلي للمحترفين تأسس في سنة 1994 يقع مقره في ساو باولو. يلعب في الدوري البرازيلي لكرة السلة ودوري الأمريكتين لكرة السلة.

## الإنجازات
- دوري الأمريكتين لكرة السلة

الفوز (1): 2015

## أبرز اللاعبين
من أبرز اللاعبين الذين لعبوا معه:
- أليكس غارسيا
- لاري تايلور

## وصلات خارجية
- الموقع الرسمي